# Detlev Bronk
Detlev Wulf Bronk (Nueva York, 13 de agosto de 1897 – 17 de noviembre de 1975) fue un científico estadounidense, prominente educador, y administrador. Es reconocido por haber establecido la biofísica como una disciplina reconocida. Fue presidente de la Universidad Johns Hopkins entre 1949 y 1953, y presidente de la Universidad Rockefeller de 1953 a 1968. También ostentó la presidencia de la Academia Nacional de Ciencias entre 1950 y 1962.
Como investigador científico se le reconoce especialmente por el desarrollo de métodos para medir el metabolismo del tejido nervioso y su actividad eléctrica, especialmente el mecanismo de transmisión sináptica.

## Semblanza
Bronk era descendiente de Jonas Bronck, uno de los primeros pobladores de Nueva Holanda, de quien se derivó el nombre del barrio neoyorquino de El Bronx.
Su padre, Mitchell  Bronk, era pastor de la Iglesia Bautista de la Ascensión en Nueva York y Doctor en Teología. El científico recibió el nombre de su abuelo materno, Detlev Wulf, empresario en esa misma ciudad. En 1918 se formó como aviador en la base aérea de Pensacola, obteniendo en diciembre de 1918 el grado de alférez. Se mantuvo en la reserva activa y en septiembre de 1919 volvió a la universidad para continuar sus estudios.
Se graduó en Swarthmore, obteniendo un título en ingeniería eléctrica. En septiembre de 1921 se casó con Helen Alexander Ramsey, quien había sido su compañera de estudios en Swarthmore. Retomando su interés por la física, obtuvo su maestría académica por la Universidad de Míchigan en 1922. Hacia 1924 ya había realizado sus primeras tentativas de aplicar la física y las matemáticas a la fisiología, obteniendo el doctorado en 1926 también por la Universidad de Míchigan, su tesis doctoral se tituló "Mediciones de conductividad eléctrica, potencial eléctrico y concentración de iones de hidrógeno en la glándula submaxilar del perro, registradas con métodos fotográficos continuos".

## Carrera
En 1929 comenzó una relevante carrera en la Universidad de Pensilvania, donde se desempeñó como Profesor Johnson de Biofísica, como Director de la Fundación Eldridge Reeves Johnson para la Física Médica y como Director del Instituto de Neurología. En esa etapa fue también profesor de fisiología en la Facultad de Medicina de la Universidad de Cornell. Durante su dirección de la Fundación Eldridge Reeves incorporó a Haldan Keffer Hartline, cuyas investigaciones fueron reconocidas con el Premio Nobel, Hartline se mantuvo durante toda su carrera estrechamente ligado a Detlev Bronk, incorporándose poco después que él a la Universidad Rockefeller en los años 50. Otro científico relevante que siguió su carrera junto a Bronk fue el biofísico Frank Brink.
Durante la II Guerra Mundial, mantuvo un papel muy activo en diversos comités y organismos relacionados con la salud militar, actuando como Jefe de la División de Medicina de Aviación en el Comité de Investigación Médica de OSRD (Oficina de Investigación y Desarrollo Científico), organización comandada por Vanevar Bush, y como Consultor Especial del Secretario de Guerra. También fue presidente del Comité de Medicina Aeronáutica del Consejo Nacional de Investigación (NRC). En 1946, tras terminar sus operaciones el OSRD, fue nombrado presidente del NRC; ese mismo año fue nombrado miembro de la Comisión de Estados Unidos para la UNESCO.
En 1948 aceptó la presidencia de la Universidad Johns Hopkins, sucediendo a Isaiah Bowman. En noviembre de 1950, se convirtió en presidente de la Academia Nacional de las Ciencias y fue nombrado miembro de la junta directiva de la recién creada Fundación Nacional para la Ciencia y presidente de su comité ejecutivo (NSF) por el presidente Truman. Al año siguiente fue elegido presidente de la Asociación Estadounidense para el Avance de la Ciencia. Bronk fue un firme defensor de la libertad académica, resistiendo los intentos del senador por Wisconsin Joseph McCarthy para que la Universidad Johns Hopkins rechazara como profesor a Owen Lattimore; en 1950 McCarthy había afirmado que Lattimore era el principal agente de espionaje de Rusia. Por iniciativa de George Boas, profesor de filosofía en esta universidad, se constituyó el Fondo para la Defensa de Lattimore en enero de 1953, para cubrir los gastos de su defensa. Aunque Lattimore fue señalado por el comité como perjuro, el juez federal Luther Youngdahl desestimó esos cargos por motivos técnicos en 1955.
En 1953, David Rockefeller, que había sucedido a su padre John D. Rockefeller Jr. como presidente del patronato, persuadió Detlev Bronk para que aceptase el puesto, recién creado, de presidente del Instituto Rockefeller de Investigación Médica . Bajo la dirección de Bronk comenzó una reorganización de la estructura y funciones del mismo y lo transformó en universidad, cambiando su denominación a Universidad Rockefeller en 1965, con capacidad para formar graduados y doctores en ciencias y medicina. Entre los investigadores que desarrollaron sus trabajos en el Rockefeller bajo su dirección figuran los premios Nobel Albert Claude, Christian de Duve y George Palade. y entre los alumnos de grado formados mediante el sistema establecido por David Bronk y Frank Brink destacan Gerald M. Edelman y David Baltimore, también premios Nobel. Desde su presidencia promovió la edición de The Journal of Biophysical and Biochemical Cytology, que más tarde cambiaría su nombre a Journal of Cell Biology, una de las publicaciones científicas más reputadas de investigación en biología celular. Presidiría esta universidad hasta el año 1968.
En 1964 recibió la Medalla de Bienestar Público de la Academia Nacional de Ciencias. Está acreditado como el fundador de la teoría moderna de la biofísica como disciplina científica.
El presidente Lyndon B. Johnson le otorgó la Medalla Presidencial de la Libertad el 14 de septiembre de 1964. También fue miembro del Consejo Aeronáutico y Espacial de los Estados Unidos; miembro del Comité Científico Asesor de los Laboratorios Nacionales de Brookhaven; y fundador y presidente de la Academia Mundial de Arte y Ciencia (WAAS). Así mismo, fue consejero de la Comisión de Energía Atómica, y perteneció al grupo de expertos del Science Service (posteriormente conocido como Society for Science & the Public) desde 1965 hasta 1967.
La sentencia de Bronk como educador más conocida manifiesta su preocupación sobre los hábitos docentes en mucha universidades:

«Una gran parte de la educación universitaria está construida sobre... decir a un estudiante qué hacer, en el momento en el que se están desarrollando los hábitos intelectuales de la vida. Muy pocas veces se le dice a un estudiante: "Este es el problema con el que vamos a tratar. Aquí están los libros"».

## Premios y galardones
- Miembro de la Royal Society (FRS), desde 1948.
- Orden del Imperio Británico (OBE, otorgada en junio de 1948 por sus servicios en la I+D médica de los aliados).
- Doctor honoris causa por la Universidad de Chicago (1951).
- Doctor honoris causa por la Universidad Brandeis (1957).
- Medalla Presidencial de la Libertad. (concedida por Lyndon B. Johnson el 14 de septiembre de 1964).
- Medalla de Bienestar Público. (2 de abril de 1964, otorgada por la Asociación Nacional de Ciencias de Estados Unidos).
- Medalla de Oro de la Sociedad Internacional Benjamin Franklin. (1967)
- Medalla Nacional de Ciencia. (1968)

## Reconocimientos
- El cráter lunar Bronk lleva este nombre en su honor.[14]